# 90 ق هـ
90 ق هـ هي السنة التسعون السابقة للهجرة النبوية، وهي توافق ما بين سنتي 534 و535 حسب التقويم الميلادي، أي أنها بدأت في سنة 534م وانتهت في سنة 535م.